# Buttervej (Skagen)
Buttervej  ofte benævnt ON eller Ring N er en ringvej der løber igennem det vestlige Skagen.
Buttervej skal sammen med Kattegatvej og Bøjlevejen være med til at få den voksende ferietrafik, der skal op til Grenen, uden om centrum, så byen bliver aflastet for gennemkørende trafik. 
Vejen starter i Frederikshavnvej og passerer Skagavej og Bøjlevejen som forsætter nord om Skagen. Vejen ender i et  erhvervsområde i det nordlige Skagen.
Vejen er med til at fordele trafikken ud til indfaldsvejen Frederikshavnvej (rute 40) der går mod Frederikshavn og Skagen Centrum. .